# My Name Is Salt

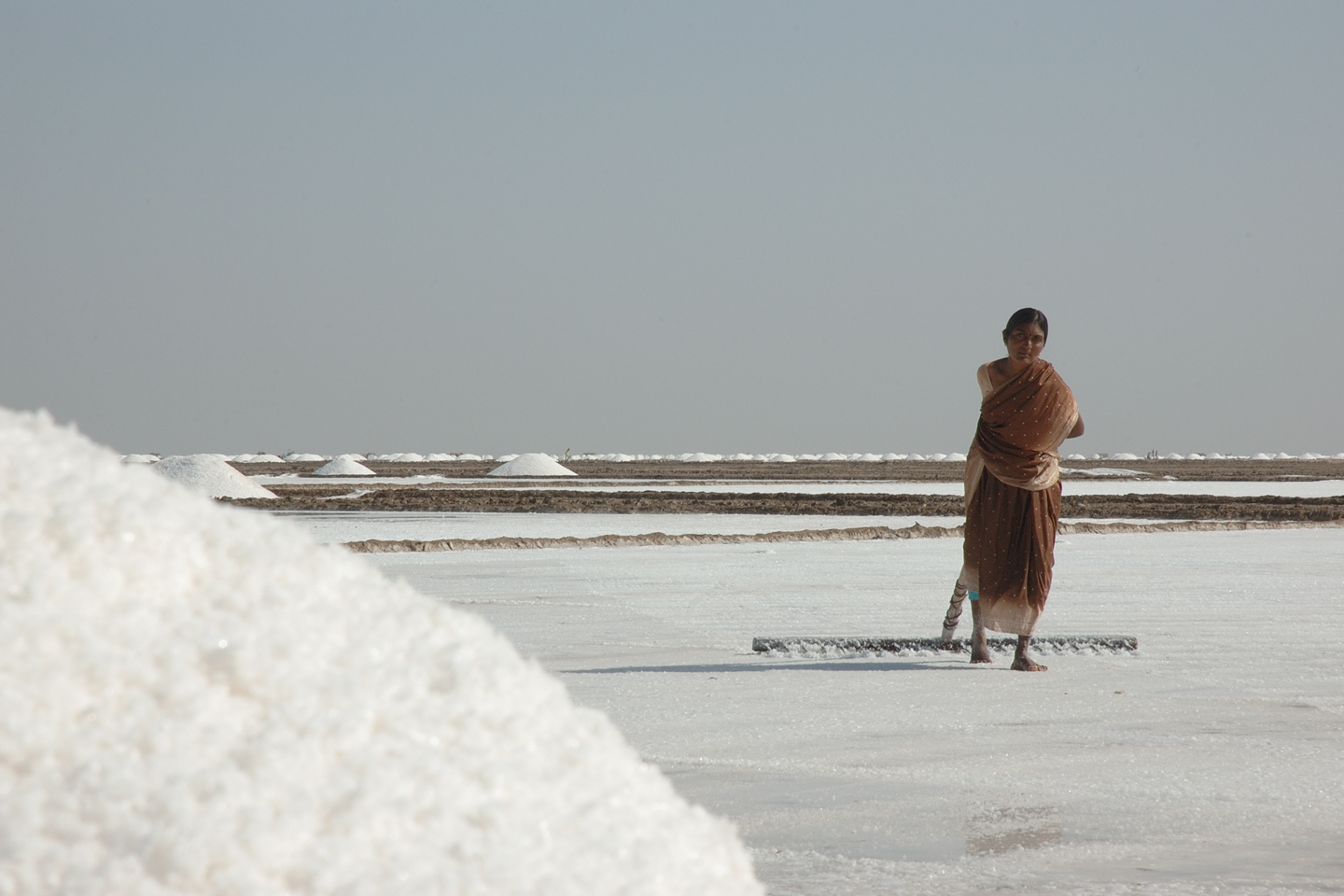
Salzarbeiterin im Rann von Kachchh

My Name Is Salt ist ein indisch-schweizerischer Dokumentarfilm von Farida Pacha, der die indischen Salzbauern bei der Gewinnung des „weißen Goldes“ im Rann-Sumpf im nordwestlichen Bundesstaat Gujarat begleitet. Die Premiere des Films war am 24. September 2013 beim International Documentary Film Festival Amsterdam. In der Schweiz startete der Film am 18. September 2014, in Deutschland am 12. November 2015 in den Kinos.

## Inhalt
Jedes Jahr im September ziehen 40.000 Salzarbeiter in den Rann von Kachchh, einen zeitweise überfluteten Salzsumpf am südlichen Abschnitt der Grenze zwischen Indien und Pakistan, um dort für acht Monate Salz abzubauen. Auf 5.000 km² findet sich kaum etwas anderes als Salz. Es stammt von den jährlichen Überflutungen im Sommer, wenn  die karge Landschaft vom Monsun in ein Meer verwandelt wird.
Um möglichst weißes und klares Salz herzustellen, arbeiten die Arbeiter teilweise weit voneinander entfernt, sodass eine Verständigung nur mithilfe von Sonnenreflexionen auf Spiegeln möglich ist. Einmal wöchentlich werden die Menschen von einem Laster mit Wasser versorgt. Die Ausrüstung für die Salzförderung ist teuer, Menschen wie Sanabhai, der mit seiner Frau Devuben und ihren zwei Kindern hier lebt, müssen dafür einen Kredit aufnehmen. Sie graben tiefe Löcher, die mit Grundwasser volllaufen. Anschließend wird das Salz in mühevoller Arbeit extrahiert.

## Kritik
Der Filmdienst urteilt, der „lyrische Dokumentarfilm“ gebe die „mühselige, entbehrungsreiche Tätigkeit“ mit „malerischen Bildern, einem meditativen Schnitt und einer dezenten musikalischen Untermalung“ wieder. Weiter heißt es: „Das prachtvolle Kinogemälde gewährt deshalb nicht nur faszinierende Einblicke in eine verborgene Welt, sondern huldigt auch etwas zu ungebrochen der romantisierenden Einheit von Mensch und Arbeit, Kultur und Natur.“

## Auszeichnungen
Der Film erhielt international große Aufmerksamkeit, lief auf zahlreichen Filmfestivals und erhielt insgesamt 12 Auszeichnungen bei insgesamt 24 Nominierungen. Er wurde unter anderem in Edinburgh, Madrid und Hongkong als bester Dokumentarfilm geehrt. Zudem erhielt er Ehrungen in Amsterdam (First Appearance) und Mexiko-Stadt (besondere Erwähnung). Der deutsche Kameramann Lutz Konermann gewann 2014 den Deutschen Kamerapreis in der Kategorie Dokumentarfilm und den Cinematography Award beim Budapest International Documentary Festival.